# Melchers (Unternehmen)
C. Melchers & Co. KG ist ein deutsches, international agierendes Unternehmen, das 1806 in Bremen gegründet wurde und bis heute dort seinen Hauptsitz hat. Die C. Melchers & Co. KG verfügt seit fast 160 Jahren über ein Netzwerk von über 25 Niederlassungen und Repräsentanzen in Asien.

## Geschichte

### 1806 bis 1866
Carl Melchers (1781–1854) gründete 1806 mit Carl Focke die Firma Focke & Melchers als Segelschiff-Reederei und Handelshaus. Schwerpunkte waren Auswanderern in die USA und der Transport von Waren aus Kuba, Mexiko und den USA. Die Reederei betrieb über 30 Schiffe zwischen den Häfen Europas, Amerikas und in den pazifischen Gewässern und war im Walöl-, Woll- und Tabakhandel tätig. Zwischen 1846 und 1853 gründeten die drei Melchersbrüder Heinrich (1822–1893), Georg (1827–1907) und Gustav (1830–1902) eine Niederlassung in Mazatlán, Mexiko. Sieben Jahre später folgte eine weitere Niederlassung in Honolulu, Hawaii (das Melchers Building ist heute das älteste erhaltene Geschäftsgebäude in Honolulu). Nach dem Tod des Firmengründers übernahm 1854 dessen ältester Sohn Laurenz Heinrich Carl Melchers die Leitung der Firma C. Melchers & Co.

### 1866 bis 1939

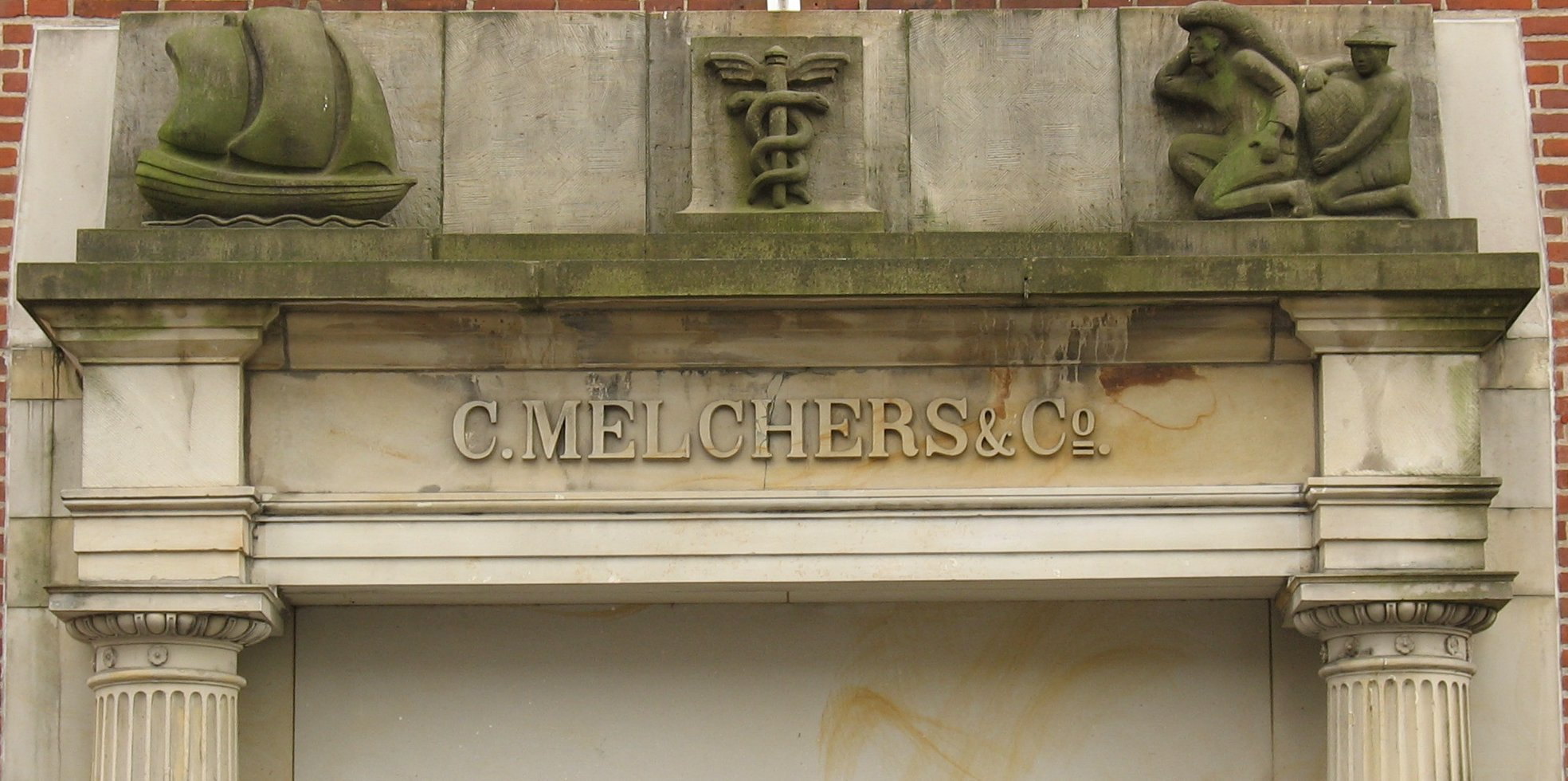
Portal des Hauptgebäudes an der Schlachte (Bremen), Detail

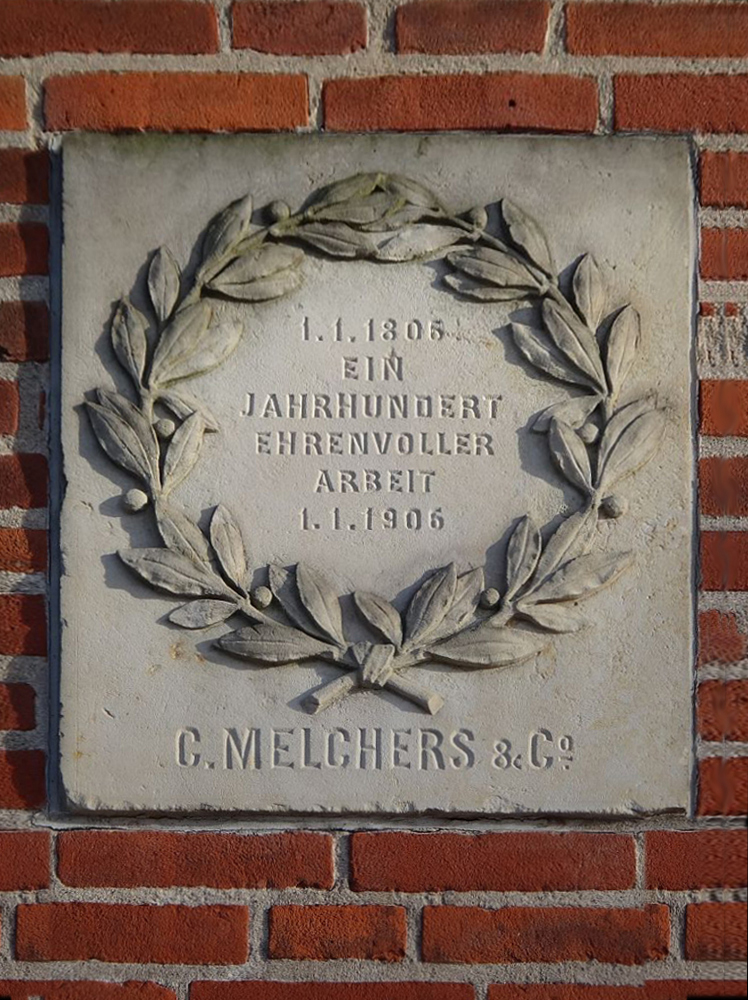
Gedenktafel an der Schlachte 39–40 (Bremen)

Seit den 1860er Jahren etablierte sich das Unternehmen in Asien, betrieb Chinahandel und gründete 1866 eine Niederlassung in Hongkong. Der Handel konzentrierte sich nun auf China und die Firma trennte sich vom Reedereigeschäft. Das Unternehmen hatte in Asien außerordentliche Erfolge und eröffnete in dieser Periode weitere elf Niederlassungen in China, in denen über 2000 Mitarbeiter beschäftigt waren. Seit dessen Gründung 1857 am Norddeutschen Lloyd beteiligt, übernahm Melchers 1887 die Vertretung der Reederei in China und Hongkong.
Während des Ersten Weltkriegs hatte das Unternehmen Rückschläge hinzunehmen. So wurde das gesamte Melchers-Eigentum in China und Hongkong beschlagnahmt. Nach dem Krieg erholte sich das Unternehmen wieder und das Asiengeschäft wurde neu aufgebaut. Mit dem Tod von Hermann Melchers (1842–1918), einem Sohn des L. H. Carl Melchers, endete 1918 die Familienführung des Unternehmens. Bis zum Zweiten Weltkrieg war die Firma sowohl im Chinahandel als auch bei der Produktion von Waren wie Getränken tätig. Nach China wurden Laternen, Uhren, Kameras, Werkzeuge und Eisenwaren exportiert. Nach Europa wurden vor allem Eiprodukte, Häute und Felle, Saatgut, Tierhaare und Holzöl importiert. Zudem betrieb Melchers Hafenanlagen und unterhielt Schifffahrtsvertretungen.

### Seit 1945
Der Zweite Weltkrieg führte zum fast völligen Stillstand der Geschäfte. Es folgten die Enteignungen durch die Kuomintang und nachfolgend durch die chinesischen Kommunisten. In den frühen 1950er Jahren baute Melchers den Fernosthandel wieder auf. Es wurden die ersten Niederlassungen in Hongkong, Singapur und Kuala Lumpur wiedereröffnet und das Niederlassungsnetz schrittweise auf ganz Asien ausgedehnt.
1960 wurde Melchers Alleinimporteur von Sony Unterhaltungselektronik, weitere Vertretungen (Pioneer, Citizen) folgten. Für den Maschinenexport nach Asien, allen voran China, wurde 1968 eine gemeinsame Tochterfirma mit der Ferrostaal AG in Essen gegründet. Diese verband das Wissen der Ferrostaal AG im Anlagengeschäft mit den Kenntnissen und Erfahrungen der Firma Melchers im komplexen China-Geschäft. Ab den 1970er Jahren wurden in vielen Ländern Asiens – Korea, Taiwan, Thailand, Philippinen, Indonesien, Singapur, Malaysia, Sri Lanka – eigene Vertriebsbüros gegründet. Nach der erneuten Öffnung Chinas Ende der 1970er Jahre entstanden auch dort wieder Niederlassungen.
In den 1980er Jahren wurde die Niederlassung San Francisco und damit der Handel zwischen den USA und Asien aufgebaut. 1990 eröffnete Melchers als eine der ersten deutschen Firmen Niederlassungen in den vietnamesischen Städten Hanoi und Saigon. 1994 kam eine Niederlassung in Yangon, Myanmar, in 2011 Phnom Penh, Kambodscha, und in 2015 Karachi, Pakistan, hinzu.[2]
Von 2000 an entwickelte sich Melchers vom Handelshaus zum internationalen Dienstleister für Markterweiterung und Handel – organisiert nach einem Holding-Konzept. Weitere Expansionen erfolgten durch Akquisitionen von Marken, Know-how und Marktpräsenz in Europa und Asien. Verstärkte M&A-Aktivitäten beschleunigten das kontinuierliche Wachstum. In Südafrika gründete Melchers mit Stucken & Co. ein Gemeinschaftsunternehmen in Port Elizabeth.[2]

## Konzernstruktur
C. Melchers GmbH & Co. KG ist eine private, inhabergeführte Personengesellschaft. Zu der operativ tätigen Muttergesellschaft gehören über 50 spezialisierte Tochtergesellschaften weltweit, unter anderem in Deutschland, Volksrepublik China, Hongkong, Indonesien, Kambodscha, Korea, Malaysia, Myanmar, den Niederlanden, den Philippinen, Polen, Singapur, Südafrika, Sri Lanka, Taiwan, Thailand, dem Vereinigten Königreich, Dubai, Pakistan und Vietnam. Persönlich haftende Gesellschafterin ist die Melchers Management GmbH mit Sitz in Bremen.

### Tochtergesellschaften
Weltweit
| - Ampere GmbH - Aviva GmbH - Elbsand GmbH - Happy People GmbH & Co. KG - Lotus Fund GmbH - Melchers Components GmbH - Melchers Home GmbH - Melchers Immobilien | - Melchers Techimport GmbH - Melchers Techexport GmbH - Melchers Travel GmbH - MK Handels GmbH - Scoretex GmbH - Sky Vision Satellitenempfangstechnik GmbH - Stucken Melchers GmbH & Co. KG - TIB Heyne & Co. GmbH |

## Geschäftstätigkeit
Das Handels- und Dienstleistungshaus ist ein weltweit operierendes Unternehmen mit einem breiten Portfolio an Dienstleistungen und Handelsaktivitäten in unterschiedlichsten Geschäftsbereichen. Seit 1866 bringt Melchers mittelständische Unternehmen mit den passenden Märkten in Asien zusammen. Wechselseitiges Verständnis, kulturelle Unterschiede, komplexe rechtliche Rahmenbedingungen und intensiver Wettbewerb können den Markteintritt in Fernost zu einer anspruchsvollen Aufgabe machen. Mit umfassender Marktexpertise, rechtlichem und regionalem Know-how unterstützt Melchers ihre Partner und begleitet ihren Eintritt in das asiatische Geschäft zum Erfolg.

Das Dienstleistungsportfolie von Melchers umfasst die Bereiche Marktexpansion, Beschaffung & Produktion, sowie Vertrieb & Marketing:
- Marktexpansion: Mit umfassenden Marktkenntnis, rechtlichem und regionalem Fachwissen sowie einem starken Netzwerk aus Niederlassungen und     Beteiligungen unterstützt Melchers Ihre Partner erfolgreich beim Einstieg in den asiatischen Markt. Melchers bieten nicht nur Beratung, sondern investiert auch gemeinsam in die Expansion und teilt das finanzielle Risiko.[6]
- Beschaffung & Produktion: Melchers unterstützt bei der Rohstoffbeschaffung, dem Produktionsprozess und der Lagerung. Zudem hilft Melchers bei der Diversifizierung der Lieferketten, um höchste Liefersicherheit und Produktqualität zu gewährleisten.[6]
- Vertrieb & Marketing: Melchers entwickelt maßgeschneiderte Verkaufs- und Marketingstrategien für Asien, die neben Markenentwicklung und Verfügbarkeitssicherung der Produkte auch Risikomanagement, After-Sales-Service und die Kundenbetreuung umfassen.[6]

Als international tätiges Unternehmen handelt Melchers nach den Prinzipien des Ehrbaren Kaufmanns. Seit fast 220 Jahren ist Melchers auf den globalen Märkten aktiv und pflegt vertrauensvolle Partnerschaften. Verantwortung, Offenheit, Loyalität und Entschlossenheit sind gemeinsamen Werte von Melchers.

Melchers ist in folgenden Branchen aktiv:
- Maschinen und Industriebedarf: Maschinen und Anlagen, Ersatzteile und After-Sales-Services, Halbzeuge und Rohstoffe, Sport und Unterhaltungstechnologie
- Digitale Technologie: Vertrieb Softwarelösungen, Satellitenempfangstechnik, Elektronische Produkte, Haushaltsgeräte sowie Technischer Service sowie Betrieb von B2C Call Center, E-Commerce.
- Roh- und Naturstoffe: z. B. textile Naturrohstoffe, Halbedelsteine und Mineralien, Bettwaren,
- Konsumprodukte: Mode und Textilien, Heimtextilien und Spielwaren, Party- und Saisonartikel, Inlets, Bettenhüllen und Aktionsware für den Lebensmitteleinzelhandel.
- Luxusgüter: Markengerechter Vertrieb und selbständiges Flagship-Store-Management in den Bereichen hochwertiger Uhrenmarken und Schmuck, Musikinstrumente und High-End Fashion.

## Sonstiges

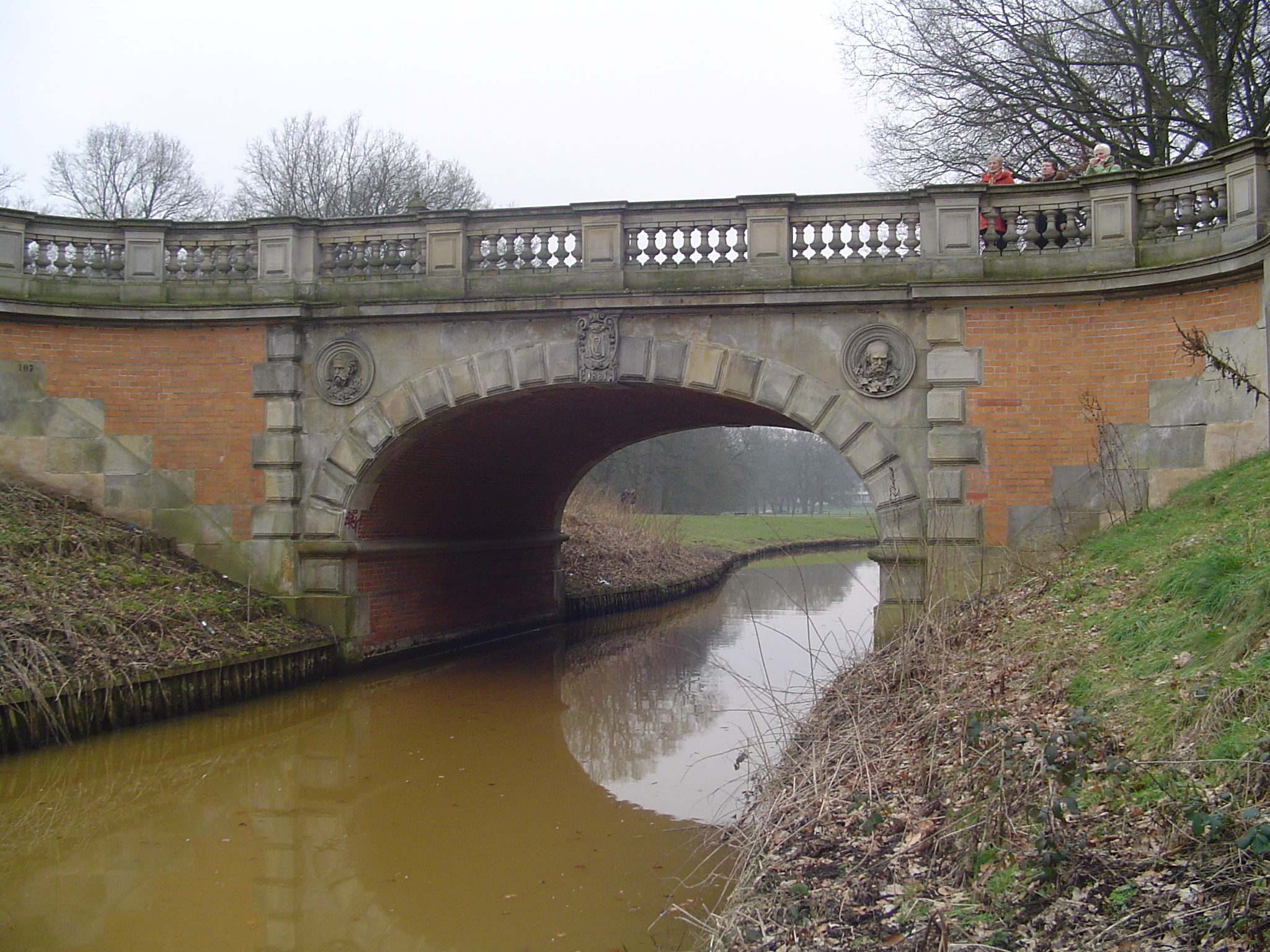
Melchers Brücke im Bürgerpark, Bremen

In Bremer Ortsteil Lesum (lateinisch Lesmona) steht die Villa Haus Lesmona, die früher der Familie Melchers gehörte. Magdalene Pauli, geborene Melchers, schrieb unter dem Pseudonym Marga Berck den Roman Ein Sommer in Lesmona, der von Radio Bremen verfilmt wurde. Ihr Mann war der Direktor der Kunsthalle Gustav Pauli.
Vor dem Ersten Weltkrieg bauten Melchers auch eine Villa Lesmona in Shanghai.
Im Bremer Bürgerpark stiftete Melchers 1881 eine Brücke.
Das Logo des Unternehmens stellt eine freie Transkription des Wortes Melchers ins Chinesische dar. Die drei Schriftzeichen lassen sich nach Angaben des Unternehmens als „schön“, „sehr“, „Zeit“ oder zusammengefasst als „ewige Schönheit“ übersetzen.
Die chinesischen Schriftzeichen finden sich im Firmenlogo der Melchers Gruppe wieder.